# Campagna-de-Sault
Campagna-de-Sault  es una pequeña localidad y comuna francesa, situada en el departamento del Aude en la región de Languedoc-Roussillon. 
A sus habitantes se les conoce por el gentilicio Campagnois.

## Demografía
| 2 | 11 | 9 | 10 | 12 | 15 |
| Para los censos de 1962 a 1999 la población legal corresponde a la población sin duplicidades (Fuente: INSEE [Consultar]) |    |   |    |    |    |

(Población sans doubles comptes según la metodología del INSEE).